# Tegula verdispira
Tegula verdispira är en snäckart som beskrevs av J. H. McLean 1970. Tegula verdispira ingår i släktet Tegula och familjen pärlemorsnäckor. Inga underarter finns listade i Catalogue of Life.